# Deszcz koronalny
Deszcz koronalny (ang. coronal rain, CRN) – rodzaj protuberancji słonecznej. Zjawisko występuje w koronie Słońca, kiedy gorąca plazma w koronie ochładza się i kondensuje w silnym polu magnetycznym, po czym wolno spływa z dużych wysokości na powierzchnię (fotosferę) Słońca, wzdłuż lekko zakrzywionych trajektorii. Spływ materii zachodzi w dolnych częściach łuków pętli pola magnetycznego, silnie wyciągniętych ku koronie.
Prędkość opadającej materii jest w zakresie 50–100 km/s, a jej temperatura  około 50 000 K. Przyspieszenie opadania materii jest wolniejsze, niż wynikałoby to z siły grawitacji Słońca, co jest prawdopodobnie spowodowane „oporem” ciśnienia gazu lub sił magnetycznych.
Zjawisko deszczu koronalnego zostało odkryte na początku lat siedemdziesiątych XX w. (prace Kawaguchiego w 1970, Leroya w 1972). Początkowo uważano je za niezwykłe i rzadkie zjawisko, ale ostatnie obserwacje za pomocą Swedish Solar Telescope (SST), teleskopu na satelicie Hinode oraz Solar Dynamics Observatory (SDO) pokazały, że jest ono wszechobecne w aktywnych rejonach korony słonecznej. Ostatnie obserwacje wskazują, że deszcz koronalny jest strukturą dynamiczną, włóknistą (z racji układania się wzdłuż linii pola magnetycznego), o dość krótkim czasie trwania (1–10 minut), niewielkim rozmiarze (200 km lub mniej). 
Z uwagi na fakt, że linie pola magnetycznego Słońca są niewidoczne, obserwacje deszczu koronalnego pozwalają pośrednio badać proces tworzenia się i przestrzennego formowania tego pola.